# Пауло Валентін
Пауло Валентін (порт. Paulo Valentim, 20 листопада 1933, Барра-ду-Піраї — 9 липня 1984, Буенос-Айрес) — бразильський футболіст, що грав на позиції нападника. Виступав, зокрема, за «Ботафогу», «Бока Хуніорс» та національну збірну Бразилії.
Перший футболіст, який забив три голи в класичному дербі «Бока Хуніорс» — «Рівер Плейт».
«Ми повинні були тільки довести м'яч до штрафної, і Валентін завершить це за нас» — Антоніо Раттін

## Клубна кар'єра
Народився в родині футболіста, колишнього гравця «Атлетіко Мінейро» Кіма Валентіна, який після завершення кар'єри був найбільшим букмекером у місті.
Пауло розпочав кар'єру в аматорському клубі «Сентрал» з рідного міста, де виступав, одночасно працюючи службовцем. Потім, в 1949 році, він перейшов у клуб «Гуарані» (Волта-Редонда), де виступав 5 років. У 1954 році Валентін перейшов, завдяки батькові, в «Атлетіко Мінейро», який запропонував йому контракт на 1 тис. песо. В «Атлетіко» Валентін грав на позиції правого нападника. З цією командою він тричі вигравав чемпіонат штату Мінас-Жерайс.
У 1956 році Валентін перейшов в «Ботафогу» за 1 млн доларів. Там він під проводом Жоана Салданьї став чемпіоном штату Ріо-де-Жанейро, забивши у фіналі турніру 5 голів у ворота «Флуміненсе» (рахунок матчу 6:2), останній м'яч ударом через себе в падінні, цей титул клуб не вигравав з 1948 року. В тому чемпіонаті Валентін став кращим бомбардиром, забивши 22 голи. Всього за «Ботафогу» Валентін забив 135 голів у 206 матчах. Салданья говорив про Валентіна: «Пауліньйо — танк, але з інтелектом. Він не просто переїжджає захисників суперника. Він грає з думкою, і ніколи не покидає штрафний майданчик, оскільки знає, що завжди може бути відскок».
У 1960 році Валентін перейшов в аргентинський клуб «Бока Хуніорс», який помітив гру бразильця на південноамериканській першості. Там він склав дует нападу з ветераном Ернесто Грільйо, який більше асистував бразильцеві. Валентим став з «Бокою» дворазовим чемпіоном Аргентини. Тричі, у 1961 (24 голи), 1962 (19 голів) і 1964 році (10 голів) він ставав найкращим бомбардиром клубу. 12 листопада 1961 року Валентін забив 3 голи в матчі дербі з «Рівер Плейт» (перемога «Боки» 3:1), ставши першим гравцем, який забив 3 голи в одному матчі цього протистояння. Всього в цьому дербі Валентін забив 10 голів (8 з них у ворота Амадео Каррісо, одного з найкращих голкіперів в історії південноамериканського футболу) в 7-ми матчах, до цих пір будучи найрезультативнішим гравцем в історії зустрічей цих команд. За «Боку» Валентін провів 115 матчів і забив 71 гол (105 матчів у чемпіонаті і 67 голів). Вболівальники «Хуніорс» придумали персональну кричалку для Валентіна:
"¡Tim, tim, tim! ¡Es gol de Valentim! (Тім, тім, тім! Гол забив Валентін!)"
У 1965 році Валентін, гольова результативність якого впала (10 голів у 21 грі), вирішив повернутися в Бразилію Він перейшов в клуб «Сан-Паулу». Потім недовго пограв у Мексиці, в клубі «Атланте», а завершив кар'єру у другому дивізіоні чемпіонату Аргентини в клубі «Архентіно де Кільмес».

## Виступи за збірну
У 1959 році Валентін вперше був викликаний до складу національної збірної Бразилії, яка брала участь у чемпіонаті Південної Америки в Аргентині, де разом з командою здобув «срібло». На турнірі він провів 5 матчів і забив 5 голів, в тому числі три у ворота збірної Уругваю і два у ворота збірної Болівії. До цього турніру він значився кандидатом на поїздку на чемпіонат світу 1958 року, але йому завадила травма щиколотки. Сам Валентін назвав іншу причину того, що не поїхав на турнір, сказавши: «Я не поїхав, тому що Жозе Алтафіні і Вава були краще за мене». В подальшому за збірну більше не грав.

## Подальше життя
Після завершення кар'єри гравця Валентін довгий час був поза футболом. Він був змушений працювати в портових доках. У 1978 році він завдяки фінансовій допомозі друзів, що купили йому квитки, зміг виїхати до Аргентини, де почав тренерську діяльність, яка, втім, обмежилася юнацькою командою «Боки Хуніорс» і юнацькою збірною Аргентини.
У 1980-х роках Валентін залишився без засобів до існування і захворів важкою хворобою серця та гепатитом, що розвинувся через надмірне куріння і вживання спиртних напоїв колишнім гравцем. Він помер у віці 50-ти років 9 липня 1984 року у місті Буенос-Айрес. Клуб «Бока Хуніорс» оплатив витрати на поховання.
| Дата      | Місто        | Господарі | Результат | Гості     | Турнір                        | Голи | Примітки |
| --------- | ------------ | --------- | --------- | --------- | ----------------------------- | ---- | -------- |
| 15-3-1959 | Буенос-Айрес | Бразилія  | 3 – 0     | Чилі      | Копа Америка 1959 (Аргентина) | -    |          |
| 21-3-1959 | Буенос-Айрес | Бразилія  | 4 – 2     | Болівія   | Копа Америка 1959 (Аргентина) | 2    |          |
| 26-3-1959 | Буенос-Айрес | Бразилія  | 3 – 1     | Уругвай   | Копа Америка 1959 (Аргентина) | 3    |          |
| 29-3-1959 | Буенос-Айрес | Бразилія  | 4 – 1     | Парагвай  | Копа Америка 1959 (Аргентина) | -    |          |
| 4-4-1959  | Буенос-Айрес | Бразилія  | 1 – 1     | Аргентина | Копа Америка 1959 (Аргентина) | -    |          |
| Усього    |              | Матчів    | 5         |           | Голів                         | 5    |          |

## Досягнення

### Командні
- Чемпіон штату Мінас-Жерайс: 1954, 1955, 1956
- Чемпіон штату Ріо-де-Жанейро: 1957
- Чемпіон Аргентини: 1962, 1964
- Срібний призер Чемпіонату Південної Америки: 1959 (Аргентина)

### Особисті
- Найкращий бомбардир чемпіонату штату Сан-Паулу: 1957 (22 голи)

## Особисте життя
Пауло Валентін був одружений з дівчиною Хілдою «Фуракан» (Ураган), яка працювала повією, з якою Пауло познайомився в Белу-Орізонті. Під час церемонії одруження священик сказав кілька неприємних слів про Хілду, і лише допомога тренера Салданьї врятувала святого отця від того, щоб він не вдарив його. Характер і життя дружини Валентіна стали прообразом Хільди Міллер, яку описав у своєму романі «Неприборкана Хільда» письменник Роберт Драммонд; пізніше за цим романом був знятий однойменний серіал. Під час виступу Пауло Валентіна за «Боку Хуніорс» Хілда вважалася першою леді клубу, її називали «Синьйора Валентін», для неї на стадіоні у ложі для почесних гостей було персональне місце. Під час перебування чоловіка у Мексиці, коли через поганий стану Валентіна він не грав за клуб і не заробляв, Хілда запропонувала йому, щоб вона повернулася до своєї попередньої професії, але чоловік різко відмовив.

## Факти
Під час матчу «Бока Хуніорс» — «Рівер Плейт», переможець якого займав би за тур до фінішу перше місце в чемпіонаті Аргентини, «Бока» вигравала 1:0 завдяки голу з пенальті Валентіна. За кілька хвилин до кінця матчу був призначений пенальті у ворота «Боки», яку не влаштовувала нічия: при рівному рахунку «Рівер», що мав на очко більше, продовжував би лідирувати. Валентін, за словами захисника «Хуніорс» Сільвіо Марсоліні, звернувся до небес, і дав клятву, що якщо пенальті забитий не буде, то він пішки пройде шлях від свого дому до церкви Сан-Ігнасіо де Лойола в Буенос-Айресі і дасть першому ліпшому жебраку 10 тисяч песо. Голкіпер «Боки Хуніорс» Антоніо Рома пенальті відбив. На наступний ранок Валентін дійшов пішки до церкви і дав там 10 000 песо бабусі, яка першою попросила у нього монетку. Літня жінка взяла гроші і втекла.